# 朝鮮鉄道
朝鮮鉄道株式会社（ちょうせんてつどう）は、日本統治時代の朝鮮半島に存在した鉄道会社である。国有の朝鮮総督府鉄道が「鮮鉄」と略称されていたのに対し、私鉄である朝鮮鉄道は「朝鉄」と略称された。
私鉄ながら朝鮮総督府鉄道局から継続的に人材が重役として送り込まれるなど、公との結びつきが強い会社であった。建設した路線及び地域的な広がり等も含め、当時の朝鮮における最大の私有鉄道であった。朝鮮証券取引所（京城市場）に上場していた。
保有していた路線のうち、慶東線や慶北線など４線は後に朝鮮総督府が買収し、また他の民営鉄道会社に売却された路線もあった。終戦時まで朝鮮南部に所有していた路線も、米軍の軍政期に国有化された。現在もKORAILなどの路線の一部区間に残り、営業を続けている。

## 歴史
1923年9月1日、それまで朝鮮にあった朝鮮中央鉄道、南朝鮮鉄道、西鮮殖産鉄道、朝鮮森林鉄道、朝鮮産業鉄道、両江拓林鉄道の6社が合併して発足した。資本金は5,450万円。
役員選定は紛糾し、製紙王と呼ばれた朝鮮森林鉄道元社長の大川平三郎が社長に仮就任するも、1923年末には朝鮮中央鉄道元社長の野村龍太郎が社長に就任、1924年1月には、株主の前山久吉が推した渡辺嘉一（北越鉄道経営者で朝鮮中央鉄道元取締役）が社長に就任、副社長には朝鮮総督府から提出された人事案を容れて総督府官僚の入沢重麿を就かせ、その他取締役に武和三郎（元鉄道技師）、朝鮮産業鉄道元社長の岡村左右松、南朝鮮鉄道元社長の坂出鳴海、監査役に元釜山領事で前山と親しい室田義文、西鮮殖産鉄道元社長の山本悌二郎、総督府が推した東洋拓殖理事・尾崎敬義が就任した。さらに1926年には大川平三郎が社長を奪還し、副社長には両江拓林鉄道元社長の福原俊丸が就任した。

## 植民地期朝鮮の私鉄会社
日本統治下の朝鮮においては1913年の全北鉄道を嚆矢として1930年までに22社26路線に免許が交付された。これら私鉄会社の公称資本金は1000万円～2000万円であったが、1919年末日本では株式会社１万3174社のうち公称資本金500万円以上のものは357社にすぎず、第一次大戦後、朝鮮に巨大な株式会社が一挙に創立されたと言える。こうした朝鮮への投資ブームの中、朝鮮の私鉄会社は「朝鮮総督府より年八分の補給利子を受くる特典を条件として」公募されたため、申込数が1000倍以上に達したものもあった。

### 合併前の各社
朝鮮中央鉄道が合併後の存続企業となり、他5社は合併時に解散し朝鮮鉄道に吸収された。
- 朝鮮中央鉄道 ‐ 1916年朝鮮軽便鉄道会社として創立（渋沢栄一関連会社）[7]。取締役会長・野村龍太郎。大株主に福原有信、石塚英蔵、小野金六など[6]。
- 南朝鮮鉄道 ‐ 鈴木商店が1920年に設立[8]。社長・坂出鳴海(鈴木商店幹部の二男で、元大蔵省技師、元朝鮮総督府土木局工務課長)[8]。大株主に金光庸夫、鈴木よね、山下亀三郎など[6]。
- 西鮮殖産鉄道 ‐ 三菱製鉄の銀山面鉄道（黄海道 (日本統治時代)の鉱山鉄道）を買収して1919年頃設立[7]。取締役社長・山本悌二郎。大株主に東洋拓殖（代表・石塚英蔵）、三菱製鉄、山本悌二郎など[6]。
- 朝鮮森林鉄道 ‐ 1920年設立[7]。王子製紙 (初代)専務を追われたのち多くの製紙会社の役員をしていた「製紙王」大川平三郎が木材搬出を目的として設立（路線未開業）。取締役社長・大川平三郎。大株主に石塚英蔵、大川平三郎など[6]。
- 朝鮮産業鉄道 ‐ 1919年頃設立[7]。藤山雷太の大日本製糖会社の朝鮮進出と関連して設立（路線未開業）。社長・岡村左右松[9]。大株主に石塚英蔵、藤山雷太など[6]。
- 両江拓林鉄道 ‐ 1920年頃設立[7]。王子製紙を筆頭株主に木材搬出のために設立（路線未開業）。取締役社長・福原俊丸。大株主に藤原銀次郎、福原俊丸、貝島太市、島津忠麿、岩原謙三など[6]。

## 主な路線

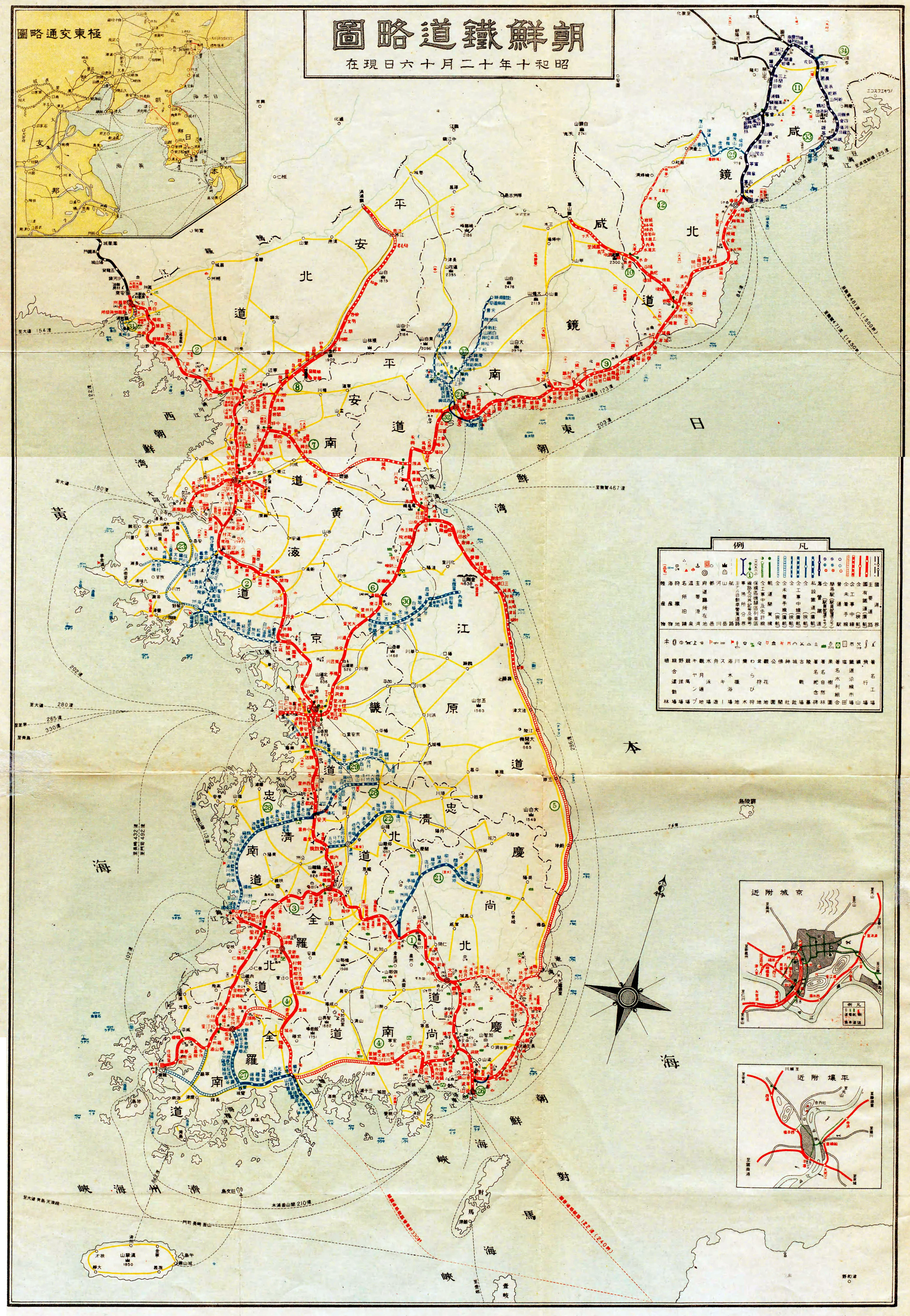
朝鮮鉄道略図（1936年）。赤は国有、青は私鉄。

### 終戦当時に所有していた路線
- 忠北線[2][1]（鳥致院－忠州）
- 京東線（後の水驪線、水仁線）

### かつて所有していた路線

#### 標準軌
- 慶北線[1][2]- 国が買収[10]（金泉 - 慶北安東）
- 慶南線 - 国が買収[10]（馬山 - 晋州、現在の慶全線の一部）
- 全南線 - 国が買収[10]（松汀里 - 潭陽、現在の光州線の一部）

#### 狭軌
- 咸北線[2][1]（古茂山 - 茂山、現在の咸北線とは別で、茂山線の前身）
- 慶東線（大邱 - 蔚山および西岳 - 浦項 - 鶴山、標準軌改軌後現在の大邱線、中央線及び東海線の一部として残る）
- 黄海線[1][2] - 国が買収[10]（ 標準軌改軌後現在の黄海青年線、殷栗線の一部、長淵線、甕津線、白川線、鼎島線の前身）
- 咸南線（[2]咸興 - 咸南新興、五老 - 上通、豊上 - 長豊、現在の咸南線またはクムゴル線とは別で、現在の新興線、長津線の一部）